# Алея дубів (смт Маньківка)
Алея дубів — ботанічна пам'ятка природи місцевого значення. Об'єкт розташований у смт Маньківка Уманського району Черкаської області.
Площа — 0,1 га, статус отриманий у 1972 році.